# Androctonus turkiyensis
Espèce
Androctonus turkiyensis est une espèce de scorpions de la famille des Buthidae.

## Distribution
Cette espèce est endémique de la province de Şanlıurfa en Turquie.

## Description
Le mâle holotype mesure 76,23 mm et la femelle paratype 73,96 mm.

## Étymologie
Son nom d'espèce, composé de turkiy[e] et du suffixe latin -ensis, « qui vit dans, qui habite », lui a été donné en référence au lieu de sa découverte, la Turquie.

## Publication originale
- Yagmur, 2021 : « Androctonus turkiyensis sp. n. from the Şanlıurfa Province, Turkey (Scorpiones: Buthidae). » Euscorpius, no 341, p. 1-18 (texte intégral).